# Arak Airport
Arak Airport (persiska: فرودگاه اراک, Forūdgāh-e Arāk) är en flygplats i Iran.   Den ligger i provinsen Markazi, i den centrala delen av landet, 230 km sydväst om huvudstaden Teheran. Arak Airport ligger 1 658 meter över havet.
Terrängen runt Arak Airport är en högslätt.Runt Arak Airport är det ganska tätbefolkat, med 120 invånare per kvadratkilometer. Närmaste större samhälle är Arak, 15,4 km väster om Arak Airport. Trakten runt Arak Airport består i huvudsak av gräsmarker.